# Домаї
46°08′ пн. ш. 16°45′ сх. д. / 46.13° пн. ш. 16.75° сх. д.
Домаї (хорв. Domaji) — населений пункт у Хорватії, у Копривницько-Крижевецькій жупанії у складі громади Соколоваць.

## Населення
Населення за даними перепису 2011 року становило 176 осіб.
Динаміка чисельності населення поселення: